# Porter (groupe)
Pour les articles homonymes, voir Porter.
Porter est un groupe de rock indépendant mexicain, originaire de Guadalajara,. Malgré son style musical inhabituel, le groupe parvient à être diffusé sur des chaines de télévision importantes avec les clips Espiral, Daphne, et Host of a Ghost.

## Biographie
Porter est formé en mai 2004. Il est à l'origine un groupe instrumental, jusqu'à l'arrivée de Juan Son la même année. Ils enregistrent l'EP Donde los Ponys Pastan, au label 3er Piso Records. L'EP est produit par Alejandro Pérez (Orco) (membre d'Azul Violeta) et comprend sept morceaux parmi lesquels : No te Encuentro, Girl, Daphne, Bipolar, et le plus notable Espiral. D'autres morceaux sont aussi inclus : Interlude et Interlude Complicado. 
Le 3 septembre 2006, ils jouent en soutien pour The Strokes à l'Arena VFG de Guadalajara. En 2007, Porter joue au festival Vive Latino festival, durant lequel les premiers exemplaires de l'album Atemahawke sont distribués ; l'album est publié le 15 mai 2007. Porter joue aussi pour la première fois hors du Mexique, à Hollywood, en Californie au concert Al Borde's Rock N' Bliss du 12 octobre 2007, et en 2008 au Coachella Festival où Natalia Lafourcade se joint à eux. Cette même année, le groupe se sépare.
Le 4 décembre 2012, Porter est annoncé au Vive Latino 2013. En 2013, plusieurs jours avant leur performance, ils publient un nouveau single depuis leur retour ensemble, Kiosco. Le 8 juin, Porter joue de nouveau au festival Loudblue présenté par Ballantine's. En 2015, ils publient l'album, Moctezuma, et tourne en son soutien entre 2015 et 2016. Le magazine Rolling Stone le considère comme l'un des meilleurs albums latino de 2015.

## Style musical
Le style musical du groupe se caractérise par un mélange de sons électroniques et beats acoustiques, de guitares rock, loops et de la voix en ténor distincte de Juan Son. Le groupe révèle s'inspirer de groupes et artistes comme Air, Sigur Rós, Caifanes, Zurdok, Röyksopp, Café Tacvba, The Cure et Mecano.

## Membres

### Membres actuels
- Victor « Villor » Valverde – guitare, piano
- David Velasco – chant
- Fernando « Fehr » de la Huerta – guitare
- Diego « Bacter » Rangel – basse, claviers, programmations

### Anciens membres
- Juan Carlos Pereda (Juan Son) – chant
- Juan Pablo « Chata » Vázquez – batterie

## Discographie

### Albums studio
- 2007 : Atemahawke
- 2014 : Moctezuma
- 2019 : Las Batallas

### EP
- 2005 : Donde los ponys pastan
- 2005 : Las Batallas del Tiempo